# Campeonato Peruano de Fútbol de 1935
El Campeonato Peruano de Fútbol de 1935, denominado como «XX Campeonato de la Liga Provincial de Football de Lima 1935», fue la edición número 20 de la Primera División Peruana y la 10.ª edición realizada por la FPF. Se desarrolló entre el 15 de septiembre y 20 de octubre de 1935, con la participación de cinco equipos. Sport Boys se coronó campeón logrando su primer título. Varios partidos no se jugaron tras definirse al ganador del torneo.
Para este nuevo campeonato se realizaron algunos cambios con respecto al torneo anterior. Para empezar se dividió a los equipos participantes en dos categorías. De los nueve equipos del año anterior se quedaron en la división principal, llamada categoría "A", los que se ubicaron en los cinco primeros lugares: Alianza Lima, Universitario, Sucre FBC, Sport Boys y Sportivo Tarapacá Ferrocarril. Mientras que Sporting Tabaco, Unión Carbone y Ciclista Lima pasaron a formar parte de la categoría "B" junto a los ascendidos de Intermedia Sport Progreso y Sportivo Melgar. El noveno equipo, Circolo Sportivo Italiano, decidió desafiliarse de la F.P.F.

## Formato
El torneo se disputó a una sola rueda y se otorgaba tres puntos por partido ganado, dos puntos por partido empatado y un punto por partido perdido. G: 3, E: 2, P: 1, walkover: 0. No se contaron los puntos por reserva como en los años anteriores.

## Ascensos y descensos
| \| Club \| Descendido como \| \| --------------- \| ------------------------ \| \| Sporting Tabaco \| 6º en el Campeonato 1934 \| \| Unión Carbone \| 7º en el Campeonato 1934 \| \| Ciclista Lima \| 8º en el Campeonato 1934 \| |                          |
| Club | Descendido como          |
| Sporting Tabaco | 6º en el Campeonato 1934 |
| Unión Carbone | 7º en el Campeonato 1934 |
| Ciclista Lima | 8º en el Campeonato 1934 |

- Circolo Sportivo Italiano decidió desafiliarse de la Federación Peruana de Fútbol.

## Equipos participantes
| Club                          | Ciudad |
| ----------------------------- | ------ |
| Alianza Lima                  | Lima   |
| Sport Boys                    | Callao |
| Sportivo Tarapacá Ferrocarril | Lima   |
| Sucre FBC                     | Lima   |
| Universitario de Deportes     | Lima   |

## Tabla de posiciones
| Pos. | Equipo                        | PJ | PG | PE | PP | GF | GC | DG | PTS |
| ---- | ----------------------------- | -- | -- | -- | -- | -- | -- | -- | --- |
| 1    | Sport Boys                    | 4  | 4  | 0  | 0  | 13 | 6  | +7 | 12  |
| 2    | Alianza Lima                  | 2  | 1  | 0  | 1  | 5  | 2  | +3 | 4   |
| 3    | Universitario de Deportes     | 2  | 0  | 1  | 1  | 3  | 4  | -1 | 3   |
| 4    | Sportivo Tarapacá Ferrocarril | 2  | 0  | 1  | 1  | 3  | 6  | -3 | 3   |
| 5    | Sucre FBC                     | 2  | 0  | 0  | 2  | 1  | 7  | -6 | 2   |

|  | Campeón |
|                      |
| Campeón Nacional     |
| Sport Boys 1° título |

## Resultados

### Fecha 1
Los partidos se jugaron el 15 y el 22 de septiembre de 1935. Descansó Sucre FBC.
| Equipo 1      | Resultado | Equipo 2          |
| ------------- | --------- | ----------------- |
| Sport Boys    | 2–1       | Alianza Lima      |
| Universitario | 1–1       | Sportivo Tarapacá |

### Fecha 2
Los partidos se jugaron el 29 de septiembre de 1935 y el 13 de noviembre de 1935 respectivamente. Descansó Universitario.
| Equipo 1     | Resultado | Equipo 2          |
| ------------ | --------- | ----------------- |
| Sport Boys   | 5–2       | Sportivo Tarapacá |
| Alianza Lima | 4–0       | Sucre             |

### Fecha 3
El único partido se jugó el 6 de octubre de 1935. Descansó Alianza Lima.
| Equipo 1   | Resultado  | Equipo 2          |
| ---------- | ---------- | ----------------- |
| Sport Boys | 3–2        | Universitario     |
| Sucre      | no se jugó | Sportivo Tarapacá |

#### Fecha 4
| Equipo 1          | Resultado  | Equipo 2     |
| ----------------- | ---------- | ------------ |
| Universitario     | no se jugó | Sucre        |
| Sportivo Tarapacá | no se jugó | Alianza Lima |

### Fecha 5
El único partido se jugó el 20 de octubre de 1935. Descansó Sportivo Tarapacá.
| Equipo 1     | Resultado  | Equipo 2      |
| ------------ | ---------- | ------------- |
| Sport Boys   | 3–1        | Sucre         |
| Alianza Lima | no se jugó | Universitario |

## Máximos goleadores
| Jugador         | Equipo                    | Goles |
| --------------- | ------------------------- | ----- |
| Jorge Alcalde   | Sport Boys                | 5     |
| José Morales    | Alianza Lima              | 3     |
| Lolo Fernández  | Universitario de Deportes | 3     |
| Teodoro Alcalde | Sport Boys                | 3     |